# 리스비 라슨
리스비 라슨(Lisby Larson, 1951년 10월 23일 ~ )은 미국의 배우, 가수, 텔레비전 배우, 연극 배우, 영화배우이다.
워싱턴 D.C.에서 태어났다.

## 영화
- 세레모니 (2010년) - 니나 필레기 역
- 퍼스트 본 (2007년)
- 하우스 오브 디 (2004년)
- 법과 질서 (1990년)
- 원 라이프 투 리브 (1968년)
- 애즈 더 월드 턴즈 (1956년)